# Il sogno di Macsen Wledig

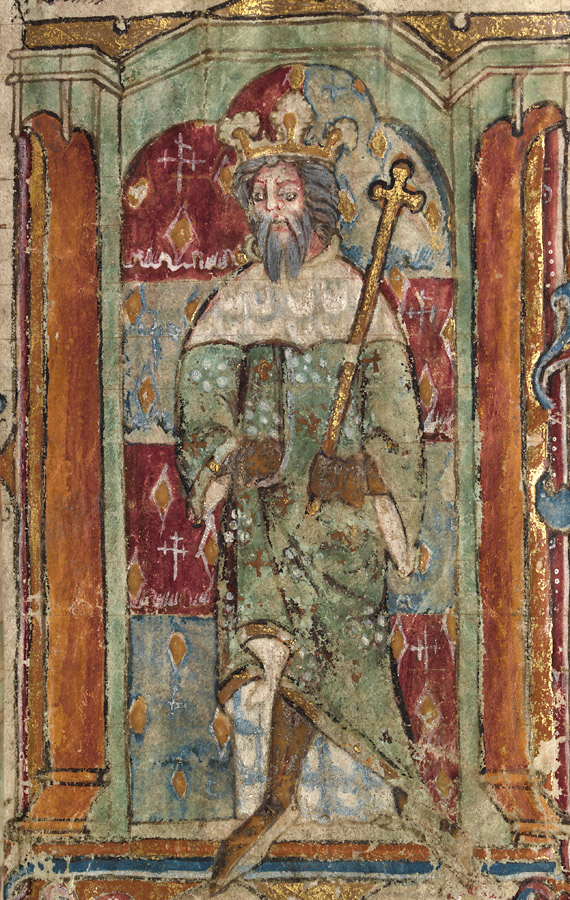
Miniatura del Libro delle Ore di Llanbeblig raffigurante un re, probabilmente Magno Massimo (Macsen Wledig)

Il Sogno di Macsen Wledig (o Macsen Wledig) è un racconto medievale gallese contenuto nella raccolta del Mabinogion. 

## Trama del racconto
Macsen Wledig (Magno Massimo), imperatore di Roma, è a caccia lungo la Valle Tiberina. Verso mezzogiorno si addormenta e sogna di risalire la valle, di superare le montagne e di seguire un imponente fiume fino al mare. Da lì trova una nave meravigliosa lo trasporta su una grande isola. La attraversa da costa a costa e giunge presso una contrada montuosa vicino ad un'isola. Alla foce di un fiume vede un castello. Vi entra e scopre una magnifica sala. Seduti ad un tavolo due giovani giocano a gwyddbwyll con pedine d'oro. In fianco ad una colonna un uomo dai capelli bianchi, seduto su una sedia d'avorio, intaglia delle pedine. Macsen vede poi una splendida fanciulla seduta su una sedia d'oro. La fanciulla si alza in piedi. Macsen le getta le braccia attorno al collo e si siedono insieme sulla sedia d'oro, ma sulla sedia c'è spazio solo per lei. Mentre sono guancia a guancia, Macsen viene risvegliato dal rumore degli scudi e delle aste sbattuti dai suoi servitori con i quali lo riparavano dal sole.
Macsen pensa continuamente alla fanciulla di cui si è innamorato e trascura la vita di corte. Per una settimana non fa altro che dormire per rivederla in sogno. Un giorno il paggio della camera, che è il re dei Romani, avverte Macsen che il popolo lo insulta perché non possono rivolgersi a lui né ottenere risposta. Allora Macsen convoca gli uomini più saggi di Roma che gli consigliano di inviare messaggeri alla ricerca della fanciulla. I messaggeri viaggiono per un anno, ma non scoprono nulla.
Allora il Re dei Romani suggerisce a Macsen di andare a caccia nel luogo del sogno. Giunto nel punto in cui si era addormentato, Macsen ricorda di aver risalito il fiume verso occidente. Allora invia tredici messaggeri in quella direzione. I messaggeri ripercorrono il tragitto sognato da Macsen e alla fine giungono in Britannia ad Arfon, in Snowdonia, Galles settentrionale. Alla foce del fiume Aber Sain vedono un castello e vi entrano. Al suo interno trovano i due giovani, l'uomo canuto e la fanciulla. I messaggeri si inginocchiano e le comunicano che può scegliere se seguirli a Roma e diventare imperatrice, o far venire Macsen per sposarla. La fanciulla, poco persuasa, invita Macsen a raggiungerla per dimostrare il suo amore.
I messaggeri si affrettano sulla strada del ritorno. Giunti a Roma, richiedono il beneficio pattuito e si offrono da guida. Macsen si muove a capo dell'esercito e conquista la Britannia dopo aver sconfitto Beli Mawr e i suoi figli. Poi si sposta nel Cantref Arfon, entra nel castello e trova Kynan ap Eudav e Adeon ap Eudav che giocano a gwyddbwyll, Eudav ap Caradawc che intaglia pedine e la fanciulla che ha sognato: Helen Luyddawc. La saluta imperatrice di Roma, le getta le braccia al collo e quella notte diventa sua moglie.
Il giorno dopo la fanciulla chiede in dote la Britannia per suo padre e per sé e la costruzione di tre castelli: uno a Caernarfon, il più elevato, uno a Caerleon e uno a Carmarthen. 
Dopo sette anni di lontananza, a Roma viene eletto un nuovo imperatore. Allora Macsen col suo esercito conquista la Francia, la Burgundia e ogni altra terra fino ad accamparsi davanti a Roma. L'assedio dura un anno. La città viene espugnata solo grazie all'arrivo del piccolo ma valoroso esercito di Kynan ed Adeon.
Macsen domanda assieme ad Helen la consegna della città e Kynan ed Adeon la cedono. Macsen poi offre loro un esercito. Con esso conquistano terre, castelli e città. Uccidono tutti gli uomini, ma risparmiano le donne. Quando i capelli dei giovani guerrieri diventano bianchi, Kynan chiede ad Adeon se preferisce rimanere nel paese conquistato o tornare in Britannia. Adeon decide di rimpatriare assieme a molti uomini, mentre Kynan si stabilisce lì col resto dell'esercito. Si consultano e decidono di tagliare la lingua alle donne, per timore che possano corrompere il loro linguaggio. E a causa del silenzio delle donne, gli uomini di Armorica sono chiamati Brettoni.